# Aurélien Duval
Pour les articles homonymes, voir Duval.
Aurélien Duval, né le 29 juin 1988 à Sedan (Ardennes), est un coureur cycliste français. Spécialiste du cyclo-cross, il est champion de France de cette discipline en 2012, après l'avoir été dans les catégories espoirs en 2008 et juniors en 2006. Devenu professionnel en 2009, sa carrière a été interrompue par une suspension de deux ans à la suite d'un contrôle antidopage positif à un stimulant. Il met fin à sa carrière au début de la saison 2013, faute d'avoir trouvé une équipe.

## Biographie
Aurélien Duval pratique le cyclisme à partir de 2004. Il pratique jusque-là le moto-cross et décide d'arrêter après une série de blessures dues à des chutes. Il se tourne vers le cyclisme grâce à son grand-père et à son oncle Cyriaque, ancien champion du monde militaire. Il remporte la première course à laquelle il participe.
En janvier 2006, Aurélien Duval remporte le championnat de France de cyclo-cross juniors. Il participe trois semaines plus tard au championnat du monde de cyclo-cross de cette catégorie, et ne termine pas la course. Durant la saison sur route qui suit, il remporte le Challenge national junior et se classe deuxième du championnat de France. Avec l'équipe de France juniors, il participe à plusieurs manches de la Coupe du monde,. Lors de Liège-La Gleize, il remporte avec ses coéquipiers le contre-la-montre par équipes et termine à la sixième place du classement général. Il prend également part au championnat d'Europe, remporté par Étienne Pieret, et dont il prend la 33e place, et aux championnats du monde juniors à Gand, où il abandonne.
Il passe en catégorie espoirs lors de la saison de cyclo-cross 2006-2007, et rejoint en 2007 l'UV Aube, où court son ami Romain Villa. Il se classe deuxième du championnat de France de cyclo-cross espoirs. Sur route, il est quatrième du championnat de France espoirs et participe avec l'équipe nationale des moins de 23 ans à Liège-Bastogne-Liège espoirs.
Durant la saison de cyclo-cross 2007-2008, il remporte le championnat de France espoirs et est vice-champion d'Europe et du monde dans cette catégorie.
En fin de saison 2008, Aurélien Duval intègre l'équipe La Française des jeux en tant que stagiaire. Il y devient cycliste professionnel en 2009.
En octobre 2009 alors sous contrat avec la Française des jeux, il fait l'objet d'un contrôle antidopage positif à la norfenfluramine (stimulant) durant le Circuit franco-belge. À l'annonce de ce résultat à la fin du mois, il est suspendu provisoirement. Il se fait finalement licencier début janvier 2010, après que la contre-expertise faite sur l'échantillon B eut confirmé la présence de norfenfluramine. Il est suspendu deux ans par la Fédération française de cyclisme en mai 2010.
Il reprend l'entrainement en juin 2011 dans l'intention de préparer la saison de cyclo-cross. Il est autorisé à reprendre la compétition en octobre. Fin décembre, sous les couleurs de l'UV Aube-Club Champagne Charlott', il se classe régulièrement dans les dix premiers sur les cyclo-cross belges de Namur, Diegem et Loenhout. Puis le 8 janvier 2012, il devient champion de France de cyclo-cross à Quelneuc devant Steve Chainel et Francis Mourey.
En 2012, Aurélien Duval est membre de l'ECV Boulzicourt. Il est cinquième du championnat de France de cyclo-cross en janvier 2013. Il renonce à participer aux championnats du monde puis annonce arrêter sa carrière, faute d'avoir trouvé une équipe.

## Palmarès sur route
- 2006
  - 1rea étape de Liège-La Gleize (contre-la-montre par équipes)
  - Prix de Coucy-le-Château
  - 2e du championnat de France sur route juniors
- 2007
  - 2e de Paris-Auxerre
- 2008
  - Boucles de la Marne
  - 2e de la Flèche ardennaise
  - 3e du Grand Prix des Marbriers

## Palmarès en cyclo-cross
| - 2005-2006 - Champion de France de cyclo-cross juniors - 4e du championnat d'Europe de cyclo-cross juniors - 2006-2007 - 2e du championnat de France de cyclo-cross espoirs - 2007-2008 - Champion de France de cyclo-cross espoirs - Cyclo-cross de Quelneuc espoirs (Challenge la France cycliste) - Médaillé d'argent du championnat du monde de cyclo-cross espoirs | - 2008-2009 - Médaillé d'argent du championnat d'Europe de cyclo-cross espoirs - 2011-2012 - Champion de France de cyclo-cross - Champion de Champagne-Ardenne - Cyclo cross Secheval - Cyclo cross Nohan - Cyclo cross d'Eteignére |